# Startnummer (motorsport)
Een startnummer in de motorsport is een nummer op een wedstrijdmotor. 
Welk nummer een rijder krijgt wordt in Europa bepaald door zijn plaats op de ranglijst van het afgelopen seizoen. Desondanks houden veel coureurs vast aan hun favoriete nummer, bijvoorbeeld Barry Sheene (7), Kevin Schwantz (34), Loris Capirossi (65) en Loris Reggiani zelfs nr. 13. Valentino Rossi gebruikt het nummer 46 als eerbetoon aan zijn vader Graziano die met dit nummer zijn eerste Grand Prix won.
In het verleden kon men aan de kleuren van de startnummers en hun ondergrond zien welke klasse er reed. In de wegrace waren de volgende kleuren in gebruik: 
50 cc: witte ondergrond met zwarte cijfers
125 cc: zwarte ondergrond met witte cijfers
250 cc: groene ondergrond met witte cijfers
350 cc: blauwe ondergrond met witte cijfers
500 cc: gele ondergrond met zwarte cijfers
zijspan: zwarte ondergrond met witte cijfers
Tegenwoordig is men van dit systeem afgeweken om de teams meer mogelijkheden te geven de teamkleuren te gebruiken. 
In het Amerikaanse AMA-kampioenschap heten de startnumers National Numbers. De beste 99 rijders krijgen de 2-cijferige nummers, de 1-cijferige nummers zijn voorbehouden aan (voormalige) kampioenen, de 1 (AMA Number One) aan de kampioen van het afgelopen jaar. De overige starters in het AMA kampioenschap krijgen 3-cijferige nummers. Nieuwelingen krijgen 1, 2 of 3 cijfers gevolgd door een letter. De startnummers zijn niet afhankelijk van de positie in het seizoen. Ook hier houden veel coureurs hun favoriete nummer hun gehele carrière vast en gebruiken het zelfs als synoniem (bijvoorbeeld Number Nine = Gary Nixon).